# Esdra
Esdra, o raramente Esra (fl. V secolo a.C.), è stato un sacerdote e scriba ebreo antico che condusse il ritorno del secondo contingente di Ebrei dall'esilio babilonese nel 459 a.C..
A lui vengono attribuiti i vari Libri di Esdra (ritenuti diversamente canonici o apocrifi dalle religioni bibliche) e i libri delle Cronache della Bibbia. 
Ciò che si conosce della sua storia è contenuto negli ultimi quattro capitoli del Libro a lui attribuito, e in Neemia 8 e 12,26. Fu contemporaneo di quest'ultimo (Neemia 8, 1-9;12: 36). 
Di Esdra parla anche il Corano, con il nome di Uzayr.

## Il racconto biblico

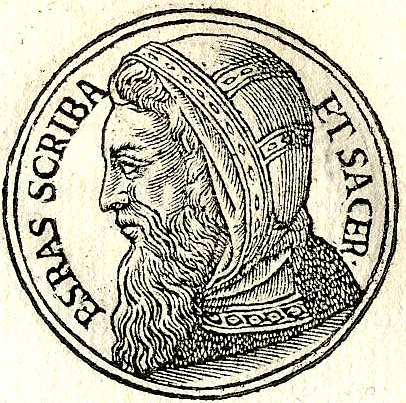
Esdra, dal Promptuarii Iconum Insigniorum

Figlio o nipote di Seraiah, era discendente diretto di Fineas, figlio di Aronne. 
A seguito della sconfitta dei Caldei per opera dell'armata persiana di Ciro il Grande intorno al 539 a.C., il Gran Sacerdote Esdra, insieme a molti del regno di Giudea, fece ritorno nel 458 a.C. a Gerusalemme inviato da Artaserse I. Fu considerato come un secondo Mosè e degno anch'egli di ricevere la Torah. Egli introdusse la scrittura quadrata ebraica per usarla nella redazione della Torah. 
La Bibbia canonica non menziona durante il periodo del Secondo Tempio l'abbandono dell'antico modo di scrivere (noto prima dell'VIII sec. a.C.) ereditato dalla terra di Canaan (v. anche Pentateuco samaritano). Tuttavia, l'Apocalisse di Esdra (II (IV) Libro di Esdra 14:42), all'ultima visione, precisa che i cinque scribi radunati da Esdra per mettere velocemente per iscritto la Legge sotto dettatura – essendo stata "bruciata" la versione anteriore – lo fecero per miracolo, ispirati da Dio e scrivendo "in caratteri che non conoscevano".
La Sacra Scrittura narra le azioni di Esdra e di Nehemia, ma il governatore Nehemia arrivò a Gerusalemme prima di Esdra nel 445 a.C.
Fu l'autore di una legislazione speciale che proibiva agli ebrei di sposarsi con donne di altre etnie. Fra le pratiche, che egli introdusse insieme alla Grande Assemblea dei Sapienti che dirigeva e di cui fu uno dei fondatori
, vi fu la lettura trisettimanale della Torah: il lunedì, il giovedì e il sabato pomeriggio.

## Culto
Nella religione cattolica il 13 luglio è dedicato a sant'Esdra.